# Верхні Апочки
Верхні Апочки (рос. Верхние Апочки) — село в Совєтському районі Курської області Російської Федерації.
Населення становить 413 осіб. Входить до складу муніципального утворення Верхньорагозецька сільрада.

## Історія
Населений пункт розташований на території українського етнічного та культурного краю Східна Слобожанщина.
Від 2004 року входить до складу муніципального утворення Верхньорагозецька сільрада.

## Населення
| 2002 | 2010 |
| ---- | ---- |
| 589  | ↘413 |